# Csér
Csér è un comune di 45 abitanti situato nella contea di Győr-Moson-Sopron, nell'Ungheria nordoccidentale.